# Жан I де Дрё
Жан I (фр. Jean I.; 1215 — 1248/1249) — граф де Дрё и де Брен из дома Дрё (ветвь Капетингов). Также носил титулы сеньора де Сен-Валери, де Гамаш, д’О, де Доммар, де сент-Обен и де Бернарвиль. Сын Роберта III де Дрё и его жены Аленор де Сен-Валери.

## Семья
В апреле 1240 года Жан I де Дрё женился на Марии де Бурбон (ум. 24 августа 1274), дочери Аршамбо VIII, сира де Бурбон. Их дети:
- Роберт IV (* 1241; † 12 ноября 1282), граф Дрё
- Иоланда (* 1243; † 1274)
  - ∞ Амори II де Краон († 1269)
  - ∞ Жан I де Три, граф Даммартен (погиб в 1302 году в Битве шпор)
- Жан (* 1245; † ?), с 1275 рыцарь ордена Тамплиеров.

Жан де Дрё и брат его жены Аршамбо IX, сир де Бурбон сопровождали короля Людовика IX во время седьмого крестового похода. Они оба умерли в Никосии (на Кипре) зимой 1248/1249 года.